# 자야촌
자야촌(茶屋村)은 일본 아이치현 가이토군에 설치되었던 촌이다. 현재의 나고야시 미나토구의 일부에 해당한다.